# Hydriomena quaesitata
Hydriomena quaesitata är en fjärilsart som beskrevs av Barnes och Mcdunnough 1918. Hydriomena quaesitata ingår i släktet Hydriomena och familjen mätare. Inga underarter finns listade i Catalogue of Life.